# Calyptotheca porelliformis
Calyptotheca porelliformis är en mossdjursart som först beskrevs av Campbell Easter Waters 1918.  Calyptotheca porelliformis ingår i släktet Calyptotheca och familjen Parmulariidae. Inga underarter finns listade i Catalogue of Life.